# Płoniawy-Bramura (gmina)
Płoniawy-Bramura (daw. gmina Płoniawy) – gmina wiejska w województwie mazowieckim, w powiecie makowskim. W latach 1975–1998 gmina administracyjnie należała do województwa ostrołęckiego.
Siedziba gminy to Płoniawy-Bramura.
Według danych z 30 czerwca 2004 gminę zamieszkiwały 5923 osoby.

## Wójtowie (od 1990)
- I - II kadencja (1990–1998) – Kazimierz Adam Białobrzeski
- III - V kadencja (1998–2010) – Wojciech Gąsiewski
- VI - VII kadencja (2010–2018) – Włodzimierz Załęski
- VIII kadencja (2018 - ) – Jakub Dudek[5]

## Struktura powierzchni
Według danych z roku 2002 gmina Płoniawy-Bramura ma obszar 134,96 km², w tym:
- użytki rolne: 69%
- użytki leśne: 24%

Gmina stanowi 12,68% powierzchni powiatu.

## Demografia

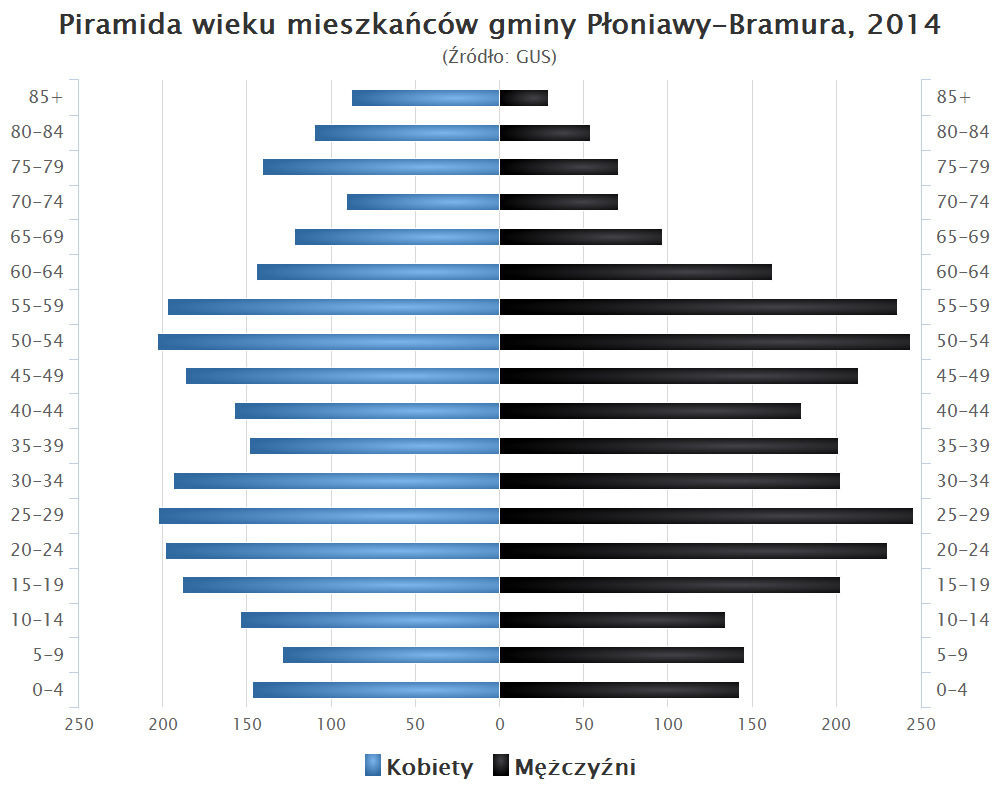
Piramida wieku mieszkańców gminy Płoniawy-Bramura w 2014 roku

Dane z 30 czerwca 2004:
| Opis                              | Ogółem | Ogółem | Kobiety | Kobiety | Mężczyźni | Mężczyźni |
| --------------------------------- | ------ | ------ | ------- | ------- | --------- | --------- |
| jednostka                         | osób   | %      | osób    | %       | osób      | %         |
| populacja                         | 5923   | 100    | 2947    | 49,8    | 2976      | 50,2      |
| gęstość zaludnienia (mieszk./km²) | 43,9   | 43,9   | 21,8    | 21,8    | 22,1      | 22,1      |

## Sołectwa
Bobino-Grzybki, Bobino Wielkie, Bogdalec, Chodkowo Wielkie, Chodkowo-Biernaty, Chodkowo-Kuchny, Chodkowo-Załogi, Gołoniwy, Jaciążek, Kalinowiec, Kobylin, Kobylinek, Krzyżewo Borowe, Krzyżewo Nadrzeczne, Łęgi, Młodzianowo, Nowa Zblicha, Nowe Płoniawy, Nowy Podoś, Obłudzin, Płoniawy-Bramura, Prace, Retka, Rogowo, Stara Zblicha, Stare Zacisze, Stary Podoś, Suche, Szlasy Bure, Szlasy-Łozino, Szczuki, Węgrzynowo, Zawady Dworskie, Zawady-Huta.
Miejscowości bez statusu sołectwa: Choszczewka, Dłutkowo, Młodzianowo(osada leśna), Płoniawy-Bramura(osada leśna), Płoniawy-Kolonia, Popielarka, Węgrzynówek.

## Sąsiednie gminy
Czerwonka, Jednorożec, Karniewo, Krasne, Krasnosielc, Przasnysz, Sypniewo